# Supermarine Seafang
El Supermarine Seafang fue un avión de caza británico con motor Rolls-Royce Griffon diseñado por Supermarine, según la Especificación N.5/45 del Ministerio del Aire para uso naval. Se basaba en el Spiteful, que era un desarrollo del Spitfire de Supermarine con motor Griffon. En ese momento, el Spitfire era un diseño con 10 años en un período de rápido desarrollo técnico en la aviación. El Seafang quedó obsoleto ante los aviones a reacción y sólo se construyeron 18 ejemplares.

## Diseño y desarrollo
El Seafang era esencialmente un Spiteful rediseñado para su uso en portaaviones de la Marina Real, con la adición de un gancho de detención, una hélice contrarrotativa para eliminar los efectos del par motor y paneles de ala exteriores plegables eléctricamente.
Se encargaron dos prototipos del Type 396 Seafang Mark 32 el 12 de marzo de 1945, seguidos por un pedido de 150 Type 382 Seafang Mark 31 el 7 de mayo de 1945. Para acelerar la entrada en servicio, se ordenó el Mark 31 provisional, que era un Spiteful navalizado, básicamente un Spiteful con un gancho de detención añadido. Esto permitiría desarrollar el Mark 32; sería la variante naval definitiva, con alas exteriores plegables y hélice contrarrotativa.
El primer Seafang voló en 1946; fue el primer Mark 31 (VG471) de producción provisional. Aunque se ordenaron 150 unidades de la variante provisional, sólo se completaron nueve antes de que se cancelara el pedido debido a que se eliminó la urgencia de un modelo provisional con el final de la guerra.
El primer prototipo del Mark 32 (VB895), voló por primera vez en junio de 1946. Estaba propulsado por un motor Griffon 89 con una potencia de 1750 kW (2350 hp) que movía dos hélices contrarrotativas de tres palas. En agosto de 1946, el VB895 fue presentado ante la Armada Real de los Países Bajos en Valkenburg. El mismo avión fue pilotado por el piloto de pruebas Mike Lithgow en mayo de 1947, durante las pruebas de apontaje en la cubierta del HMS Illustrious. En comparación con el Seafire F.47, su ventaja en rendimiento no se consideró suficiente para interrumpir la producción en serie de los nuevos cazas a reacción navales Gloster Meteor y De Havilland Vampire. Además, las características de manejo a baja velocidad del Seafang no eran tan buenas como se esperaba, y el Hawker Sea Fury contemporáneo fue el preferido como caza de la flota.
El Seafang Mark 31 VG474 se utilizó como avión de desarrollo para el avión a reacción Supermarine Attacker, recibiendo alerones accionados eléctricamente y hélices contrarrotativas. El Attacker fue un diseño a reacción que utilizaba el ala de flujo laminar y el tren de aterrizaje del Spiteful.

## Variantes
Type 382 Seafang F Mk.31
Variante de producción provisional con motor Griffon 61 de 2375 hp, hélice Rotol de cinco palas y velocidad constante. Se encargaron 150 ejemplares, pero sólo se construyeron 9; el resto fueron cancelados.
Type 396 Seafang F Mk.32
Dos prototipos construidos, propulsados por un motor de pistón Griffon 89 de 1752 kW (2350 hp), alas plegables, mayor capacidad de combustible, hélices contrarrotativas coaxiales de 3 palas.

## Operadores
Reino Unido
- Fleet Air Arm

## Especificaciones (F Mk.32)
Referencia datos: The British Fighter since 1912, British Naval Aircraft since 1912

### Características generales
- Tripulación: Uno (piloto)
- Longitud: 10,4 m (34,1 ft)
- Envergadura: 10,7 m (35 ft)
- Altura: 3,8 m (12,5 ft)
- Superficie alar: 20 m² (215,3 ft²)
- Perfil alar: raíz: Supermarine 371-I ; punta: Supermarine 371-II[6]
- Peso vacío: 3629 kg (7998,3 lb)
- Peso cargado: 4740 kg (10 447 lb)
- Planta motriz: 1× motor lineal V12 refrigerado por líquido Rolls-Royce Griffon 89.
  - Potencia: 1750 kW (2413 HP; 2380 CV)
- Hélices: Contrarrotativas de 6 palas de velocidad constante
- Anchura: 8,2 m con alas plegadas

### Rendimiento
- Velocidad máxima operativa (Vno): 764 km/h (475 MPH; 413 kt) a 6400 m (21 000 pies)
- Velocidad crucero (Vc): 350 km/h (217 MPH; 189 kt) hasta 390 km/h
- Alcance: 632 km (341 nmi; 393 mi) a velocidad de crucero
- Techo de vuelo: 12 000 m (39 370 ft)
- Régimen de ascenso: 23,5 m/s (4626 ft/min) a 610 m (2000 pies)
- Carga alar: 243 kg/m² (49,8 lb/ft²)
- Potencia/peso: 0,309-0,370 kW/kg (0,188-0,225 hp/lb)

### Armamento
- Cañones: 

  - 4x Hispano Mk.V de 20 mm
- Bombas: 

  - 2 de 454 kg
- Cohetes: 

  - 4x RP-3 de "60lb"

## Aeronaves relacionadas

### Secuencias de designación
- Secuencia Numérica (interna de Supermarine): ← 379 - 380 - 381 - 382 - 383 - 384 - 385 -- 393 - 394 - 395 - 396 - 397 - 398 - 399 →